# Behringer
Behringer — немецкая группа компаний, занимающаяся производством аудиооборудования. Основана швейцарским инженером Ули Берингером в 1989 году в Виллихе. Находится на 14 месте в рейтинге крупнейших производителей музыкальных инструментов. Изначально немецкий производитель — в наше время вся продукция производится в Китае.

## Устройство компании
Behringer принадлежит холдинговой компании Music Tribe, базирующейся на Британских Виргинских островах, основателем и председателем правления которой является Ули Берингер.
В свою очередь, Behringer является владельцем компаний Midas, Klark Teknik, Bugera и Eurotec, Lab.gruppen, TC Electronic, Astonmicrophones.
В июне 2012 года Music Group приобрела компанию Turbosound, которой ранее владела Harman International Industries
.

## История

### Создание компании и раннее развитие
Создатель компании, Ули Берингер, родился в 1961 году в городе Баден (Швейцария). Его отцом был церковный органист и физик-ядерщик, дядя был профессором в Консерватории Рихарда Штраусса в Мюнхене, а тётя — исполнительница классической музыки и пианистка. В 4 года начал играть на пианино, а в возрасте 5-и лет его отцом в доме был построен большой церковный орган с более, чем 1000 трубами. В возрасте 16-и лет Берингер сделал свой первый синтезатор, UB1.

### Маркетинг и производство
Само производство было налажено в Германии, в городе Виллих. Многие комплектующие для производства приходилось закупать в Китае. В 1990 году, для снижения издержек производства, Behringer перевёл все производства из Западной Германии в Китай. Сам Ули Берингер переехал в 1997 году в Гонконг для того, чтобы самостоятельно контролировать процесс производства.

### Покупка CoolAudio acquisition
В мае 2000 года Behringer приобрёл права на технологию Coolaudio от Intersil Corporation, занимающуюся производством полупроводников в США и специализирующуюся на интегральных цепях для аудиоприложений. Приобретение включало большой портфель интеллектуальной собственности и лицензий, в том числе на Alpine и Rowe.

### Behringer City
В 2002 году Behringer завершил строительство своего собственного завода в Чжуншане, провинция Гуандун, Китай. На этом заводе были консолидированы более десятка производственных мест на одной вертикально интегрированной площадке. На территории восьми зданий нового завода стала производиться электроника, динамики, гитары и электрические фортепиано. Запуск своего собственного завода позволил компании организовать более высокий уровень контроля качества. Общий размер производственного комплекса составляет 110 000 м2, мощность — 2,5 миллиона единиц продукции в год.